# مات تيرنر
ماثيو تشارلز تيرنر (بالإنجليزية: Matthew Charles Turner؛ مواليد 24 يونيو 1994) هو لاعب كرة قدم أمريكي يلعب ك‍حارس مرمى لنادي أرسنال الإنجليزي و‌منتخب الولايات المتحدة.
سبق له أن لعب مع ناديي نيو إنغلاند ريفولوشن و‌ريتشموند كيكرز.

## وصلات خارجية
- مات تيرنر على موقع الاتحاد الأوربي (الإنجليزية)
- مات تيرنر على موقع الدوري الأمريكي (الإنجليزية)
- مات تيرنر على موقع إي إس بي إن إف سي (الإنجليزية)
- مات تيرنر على موقع قاعدة بيانات كرة القدم.إي يو (الإنجليزية)
- مات تيرنر على موقع ليكيب (الفرنسية)
- مات تيرنر على موقع ناشيونال فوتبول تيمز (الإنجليزية)
- مات تيرنر على موقع Soccerbase.com (لاعب) (الإنجليزية)
- مات تيرنر على موقع Soccerway.com (الإنجليزية)
- مات تيرنر على موقع عالم كرة القدم.نت (الإنجليزية)
- مات تيرنر على موقع AS.com (الإسبانية)